# Etiopía en los Juegos Paralímpicos de Tokio 2020
Etiopía estuvo representada en los Juegos Paralímpicos de Tokio 2020 por tres deportistas, dos hombres y una mujer.

## Medallistas
El equipo paralímpico etíope obtuvo las siguientes medallas:
| Nombre          | Deporte   | Evento              |
| --------------- | --------- | ------------------- |
| Oro             |           |                     |
| Tigist Mengistu | Atletismo | 1500 m T13 femenino |
| Plata           |           |                     |
| —               |           |                     |
| Bronce          |           |                     |
| —               |           |                     |